# A te e famiglia
A te e famiglia è un freestyle natalizio del rapper italiano Salmo, pubblicato il 29 dicembre 2023.

## Tracce
1. A te e famiglia – 2:52 (Maurizio Pisciottu)